# Puig Senglar
El Puig Senglar és una muntanya de 122 metres que es troba al municipi de Viladasens, a la comarca del Gironès.